# منصور علوی (مربی)
منصور علوی (زادهٔ ۷ اردیبهشت ۱۳۴۸ در دزفول) تنیس‌باز حرفه‌ای سابق اهل ایران هست. او اکنون مربی تیم ملی ایران در رشته  تنیس روی میز می باشد.